# 1530-й зенитный ракетный полк
1530-й зенитный ракетный полк — тактическое формирование Воздушно-космических сил Российской Федерации.
Условное наименование — Войсковая часть № 31458 (в/ч 31458). Сокращённое наименование — 1530 зрп.
Полк находится в составе 25-й Комсомольской Краснознамённой дивизии ПВО и дислоцируется в селе Большая Картель Хабаровского края.

## История
Полк ведёт свою историю с 8 июля 1927 года, когда был образован 73-й отдельный артиллерийский дивизион на базе 14-й железнодорожной зенитной батареи 120-го артиллерийского полка. В 1932 году, после передислокации в г. Спасск-Дальний, дивизион преобразован в 4-й отдельный зенитно-артиллерийский дивизион среднего калибра. В годы Великой Отечественной войны дивизион занимался подготовкой артиллеристов-зенитчиков, которые затем отправлялись на действующие фронты. 21 апреля 1944 года 4-му дивизиону вручили Боевое знамя.
В 1949 году дивизион перебазировали в Комсомольск-на-Амуре и преобразовали в 659-й зенитный артиллерийский полк ПВО в составе 90-й зенитной артиллерийской дивизии.
По директиве Генерального штаба ВС СССР в январе 1973 года 659-й полк преобразован в 118-ю зенитную ракетную бригаду. Затем в 1993 году бригада переформирована в 1530-й зенитный ракетный полк.

## Вооружение и военная техника
Первоначально дивизион был вооружён 76-мм зенитной пушкой образца 1914/15 годов. С 1934 года на вооружение дивизиона поступила 76-мм зенитная пушка образца 1931 года (3-К). С 1959 года друг друга сменяли зенитные ракетные комплексы С-75, С-200, С-125, С-300, С-300ПС. С 2019 на вооружении полка находятся С-400 и Панцирь-С1.